# Jacques de Bryas
Jacques de Bryas, seigneur de Brias, de Britel, d'Héricourt, de Gricourt, d'Ourton, de Coisy, de Waltencheux et de Roisneux, était un militaire, né à Brias en 1512.

## Biographie
Jacques de Bryas est le fils de Jacques de Bryas (1459-1522), seigneur de Brias, et de Jeanne du Plessis.
Entré jeune au service de Charles Quint, il est en 1543 à la tête de cinquante hommes à cheval, gardant les frontières vers la France.
En 1549, l'Empereur, sur recommandation de sa sœur Marie de Hongrie, reine douairiaire de Hongrie et de Bohême et gouvernante des Pays-Bas, le nomme gouverneur de Renty. Il repoussa les troupes de l'armée du roi de France qui tentèrent de prendre la place en 1554[réf. nécessaire]. En récompense, l'Empereur lui concéda la seigneurie d'Oby et le gouvernement héréditaire de Mariembourg et de sa forteresse. Il eut également le gouvernement du fort de Bassecourt à partir de 1557.
Il prit part à la bataille de Gravelinnes en 1558, comme colonel à la tête des enseignes wallonnes.
Lors des troubles de 1566[Lesquels ?], Bryas fut l'un des principaux lieutenants de Noircarmes. Il participe au siège de Tournai, au siège de Valenciennes et au combat de Lannoy.
Il se trouve à la tête de cinq enseignes de piétons wallons dans l'armée réunie par le duc d'Albe, près de Maestricht, afin de s’opposer à l'invasion des Pays-Bas, par le prince d'Orange, en 1568. Il reçoit le gouvernement de Bapeaumes sur proposition du duc d'Albe en 1570, ainsi qu'une commanderie de mille florins de revenus.
Il participe à l'expédition en Zélande organisée pour venir au secours de Middelbourg. Il y commande six cents Wallons d'élite et fut désigné pour remplacer Sancho d'Avila, le commandant de l'expédition, si la situation se posait. Il aurait réussi à ravitailler les assiégés et même, à chasser temporairement des assiégeants.
En récompense, il fut nommé par le gouverneur général des Pays-Bas, le prince de Parme, membre du conseil de guerre du roi d'Espagne aux Pays-Bas, et remplaça le comte de Berlaymont dans le gouvernement politique et militaire de Namur durant son absence. 
Le 25 février 1578, il reçut pleins pouvoirs pour traiter avec le clergé, la noblesse, les villes et les communes de l'Artois, pour les rallier à l'obéissance au roi d'Espagne, avec promesse et parole royale que tout ce qu'il aurait conclu et promis serait inviolablement observé. Il interviendra de manière utile lors du traité de réconciliation du Hainaut en 1579.
En 1583, il résigna sa charge de gouverneur héréditaire de Mariembourg en faveur de son fils Jacques III de Bryas, membre du conseil de guerre de Sa Majesté catholique aux Pays-Bas, colonel d’un régiment wallon, pair de Liège, député de la noblesse aux États d'Artois, qui se distinguera aux sièges de Mons, de Tournai, d'Audenarde et de Malines, et qui commandera trois mille Wallons au siège d'Anvers[Lequel ?].

### Mariage

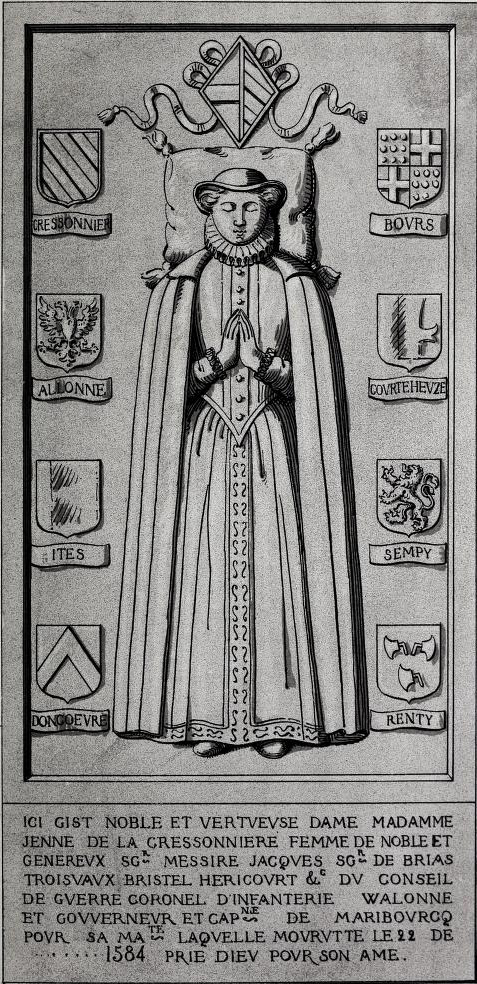
Tombe de Jeanne de La Cressonnière, épouse de Jacques de Brias, à l'église Sainte-Marie-Madeleine de Mariembourg.

Jacques de Bryas est marié à Jeanne de La Cressonnière (-1584), dame de Hernesse le 20 mai 1536, fille aînée de Flour ou Florent de La Cressonnière et de Françoise le Grand, ainsi que sœur de Jacques de Licques.
De cette union naquit :
- Jacques III de Bryas, pair de Liège, colonel d'un régiment wallon, membre du conseil de guerre de S.M. Catholique, gouverneur de Marienbourg. Père de Charles de Bryas et de Ghislain de Bryas.
- Françoise de Bryas, mariée à Frédéric de Wissocq le 21 février 1558; sera veuve en 1578 et sera encore en vie le 28 juillet 1594.

## Sources
- « Bryas (Jacques de) », in "Biographie nationale de Belgique"